# Ottoni Minghelli

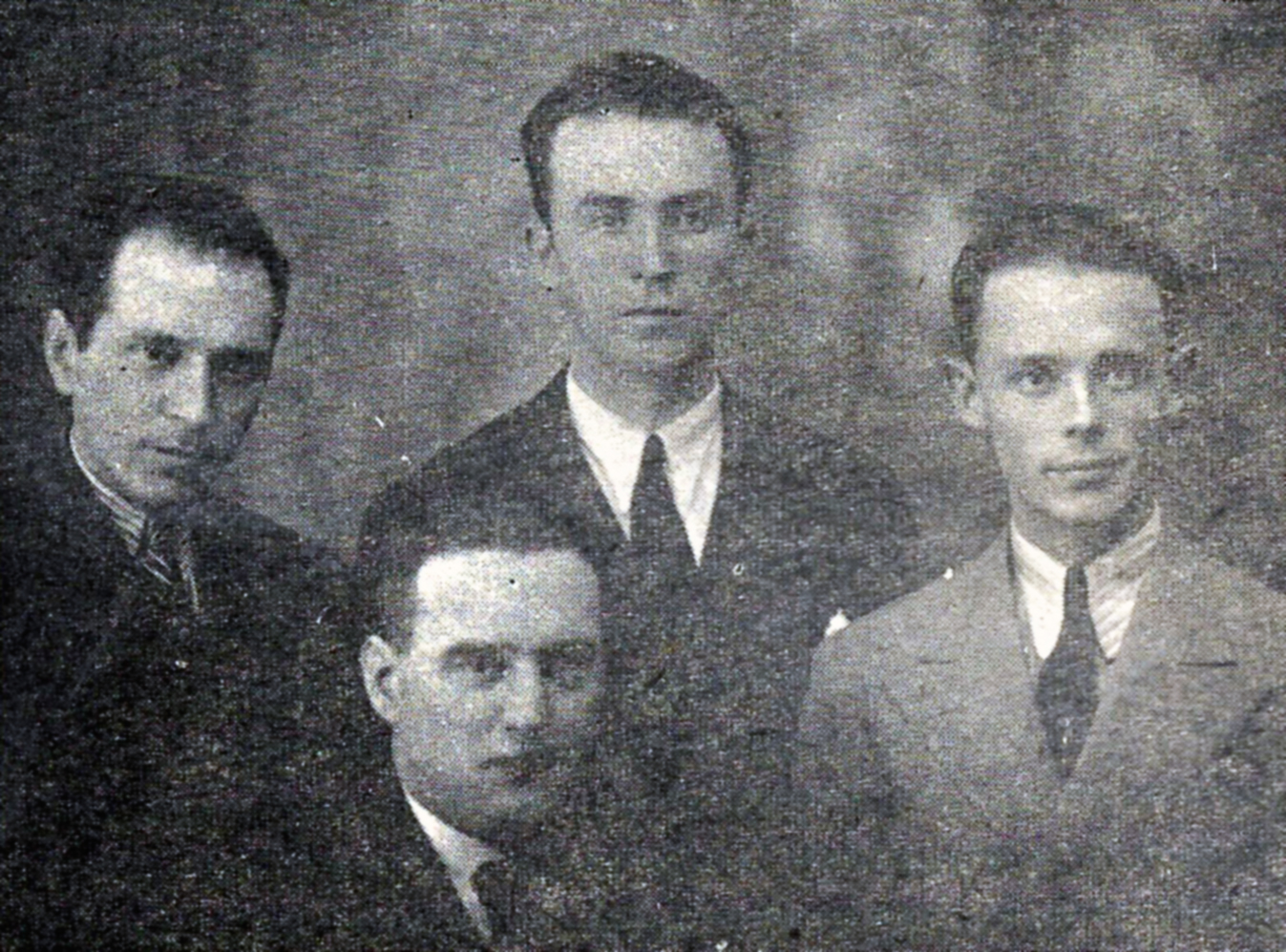
Diretoria da Festa da Uva de 1932. De pé, Artur Rossarola, secretário; Ottoni Minghelli, vice-presidente, e Luciano Corsetti, tesoureiro. Sentado, Dante Marcucci, presidente.

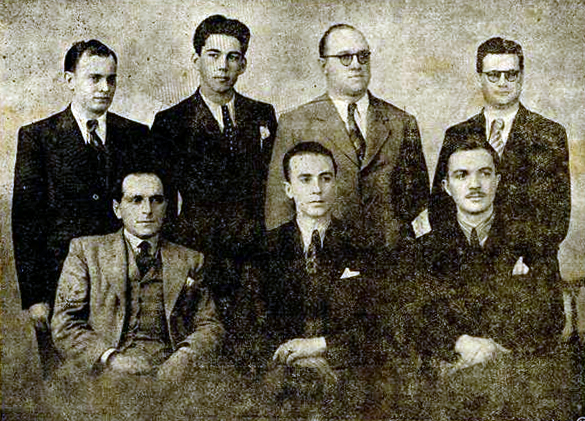
Diretoria da Associação dos Comerciantes em 1937, Ottoni Minghelli sentado ao centro.

Ottoni Adelino Zatti Minghelli (Caxias do Sul, 21 de janeiro de 1907 — Caxias do Sul, 25 de abril de 1997) foi um jornalista, político e empresário brasileiro.

## Biografia
Era filho de Fúlvio Minghelli e Virginia Zatti. Desempenhou destacada atuação no comércio e na indústria caxienses como uma das principais lideranças da classe. Estabeleceu-se no ramo com 19 anos, quando fundou sua primeira casa comercial. Em 1937 constituiu com outros sócios a Importadora Comercial, que veio a ser uma grande empresa atacadista. Associou-se a várias outras empresas de porte, como a Industrial Madeireira, a Grazziotin S.A., o Samuara Parque Hotel, as Lojas Alfred, o Banrisul, o Expresso Caxiense e a Companhia Vinícola Rio-Grandense.
Presidiu por muitos anos a Associação dos Comerciantes, que exercia decisiva influência na economia de toda a região e participava ativamente de decisões políticas municipais. Em sua gestão foram implementadas várias melhorias, como a criação do Departamento Jurídico e do Gabinete Médico, num período em que a Associação passava a expandir suas atividades e oferecer serviços variados de assistência aos sócios. O Gabinete em particular atendia também o operariado, oferecendo milhares de consultas anuais em convênio estabelecido com o Posto de Higiene municipal. Também foi o responsável pela reforma da sede provisória e renovação dos seus equipamentos, e iniciou as tratativas para a construção do Palácio do Comércio. Em 1941 foi homenageado pela Associação por ocasião dos 40 anos da entidade, recebendo por aclamação o título de sócio honorário, em reconhecimento dos seus relevantes serviços "em seis mandatos de fecundo labor", a quem a Associação devia "sua atual situação de prosperidade e eficiência, assim como o elevado conceito de que goza junto aos poderes públicos". Permaneceria na Presidência até 1945, cumprindo dez mandatos, e faria parte de outras Diretorias depois. Foi sócio benemérito do Centro de Indústria Fabril, e quando esta entidade fundiu-se à Associação dos Comerciantes para a criação da Câmara de Indústria e Comércio, em 1973, foi eleito presidente de honra.
Desde 1932 participou várias vezes da Diretoria da Festa da Uva, vindo a presidi-la em 1965 e 1975. Em 1934 era correspondente do jornal Correio do Povo, e no mesmo ano fez parte de uma comissão municipal para escolha do local para o prédio dos Correios e Telégrafos. Foi um dos fundadores e membro da Diretoria do Rotary Club, um dos fundadores e membro da Diretoria do Centro dos Amigos de Caxias, que se propunha a defender os interesse morais e materiais da cidade, duas vezes membro da Diretoria do Clube Juvenil, vogal da Segunda Junta de Conciliação e Julgamento, diretor-adjunto do Departamento de Colaboração da Liga de Defesa Nacional, conselheiro do Centro Cultural Tobias Barreto de Menezes, foi 1º suplente de vereador pelo PSD, assumindo a titularidade entre fins de 1947 e início de 1948, tendo uma atuação elogiada, em 1958 construiu o primeiro edifício de apartamentos para aluguel de Caxias, e foi um dos fundadores da TV Caxias em 1969. Presidiu também o Banrisul de 1971 a 1975, e em 1975 presidiu as comemorações do centenário da imigração italiana no Rio Grande do Sul.
Foi casado com Iró Maria Brandt, com quem teve os filhos Paulo Jacob e Ilka Terezinha.

## Homenagens
- Presidente de Honra do Sindicato do Comércio Varejista (1957).[24]
- Conselheiro Benemérito da Associação dos Comerciantes (1963).[24]
- Destaque Personalidade pela Rádio Caxias (1965).[24]
- Diploma de Honra oferecido pela República Italiana (1965).[24]
- Diploma e Medalha de Mérito da Prefeitura de Caxias.[24]
- Presidente de Honra da Associação dos Comerciantes (1973).[24]
- Medalha Conselheiro Ernesto Marsiaj da Câmara de Vereadores (1973).[24]
- Personalidade do Ano pela Rádio São Francisco (1974).[24]
- Medalha Monumento Nacional ao Imigrante da Prefeitura de Caxias (1975).[24]
- Título de comendador oferecido pela República Italiana (1975).[1]
- Medalha Negrinho do Pastoreio do governo do estado (1975).[24]
- Homenageado na Festa da Uva (1981).[25]
- Troféu Caxias pelos relevantes serviços prestados à comunidade (1989).[24]
- Seu nome batiza uma rua de Caxias do Sul.[1]

Foi louvado no Diário de Notícias como "um dos principais líderes da indústria e do comércio da Pérola das Colônias", "homem idealista e empreendedor", e "um dos mais prósperos industriais de Caxias do Sul graças às suas inúmeras virtudes".